# Esercito di El Salvador
L'esercito salvadoregno (in spagnolo Ejército Salvadoreño) è l'arma terrestre e la più grande delle forze armate di El Salvador.

## Conflitti

### La guerra del calcio
La guerra del calcio (chiamata anche la guerra del football o la guerra delle 100 ore) fu un termine coniato dal giornalista polacco Ryszard Kapuściński per descrivere un breve conflitto tra El Salvador e il vicino Honduras. Egli sostenne che la guerra iniziò dopo che le nazioni rivali vinsero la propria partita in casa durante la fase di qualificazione per la Coppa del mondo FIFA del 1970. Ma questo evento non fu la causa della guerra. Le tensioni stavano montando tra entrambe le nazioni da diversi anni a causa dell'immigrazione e dei problemi economici, con conseguente guerra nel 1969. Gli incidenti delle partite di calcio furono solo uno dei numerosi eventi accaduti in quel periodo. Le tensioni di vecchia data tra i paesi vennero accentuati dalle notizie della stampa su entrambi i lati, ognuno accusando l'altro di teppismo e di violenza verso i propri tifosi. Il 26 giugno del 1969, El Salvador sciolse tutti i legami con l'Honduras, dove gli eventi vennero utilizzati come richiesta di orgoglio nazionalista per entrambi i governi ed i media.
Il 14 luglio le forze salvadoregne cominciarono a muoversi rapidamente in Honduras a seguito di una serie di scontri di confine. I loro progressi vennero fermati dopo che l'Organizzazione degli Stati Americani (OSA) e gli Stati Uniti fecero pesanti pressioni diplomatiche esercitate su entrambi i governi, nel tentativo di effettuare un cessate il fuoco.
Un cessate il fuoco venne infine negoziato e firmato entro il 18 luglio, con le forze salvadoregne ritirate dall'Honduras entro il 2 agosto seguite da garanzie di sicurezza per i cittadini salvadoregni in Honduras da parte del governo honduregno.

### La guerra civile salvadoregna
Alla fine degli anni '70, la disuguaglianza socio-economica di lunga data, le violazioni dei diritti umani e la riluttanza della dittatura del Partito di conciliazione nazionale ad affrontare questi problemi portarono alla crescita di un movimento sociale. Il governo rispose assassinando migliaia di oppositori politici e massacrando studenti e manifestanti in diverse occasioni. La risposta pesante del governo segnalò a coloro che si identificavano con il movimento sociale che le soluzioni pacifiche erano inutili, il che portò alla crescita di un'insurrezione.
Il 15 ottobre 1979, il governo militare venne deposto da un governo congiunto militare-civile che si autodefiniva Giunta Rivoluzionaria di Governo di El Salvador o JGR. Le politiche della JRG incontrarono l'opposizione delle élite militari ed economiche e la repressione del governo aumentò, con decine di migliaia di civili uccisi solo nel 1980 e nel 1981. Ciò portò alla formazione dell'FMLN, che portò a una guerra civile di dodici anni.

### La guerra in Iraq

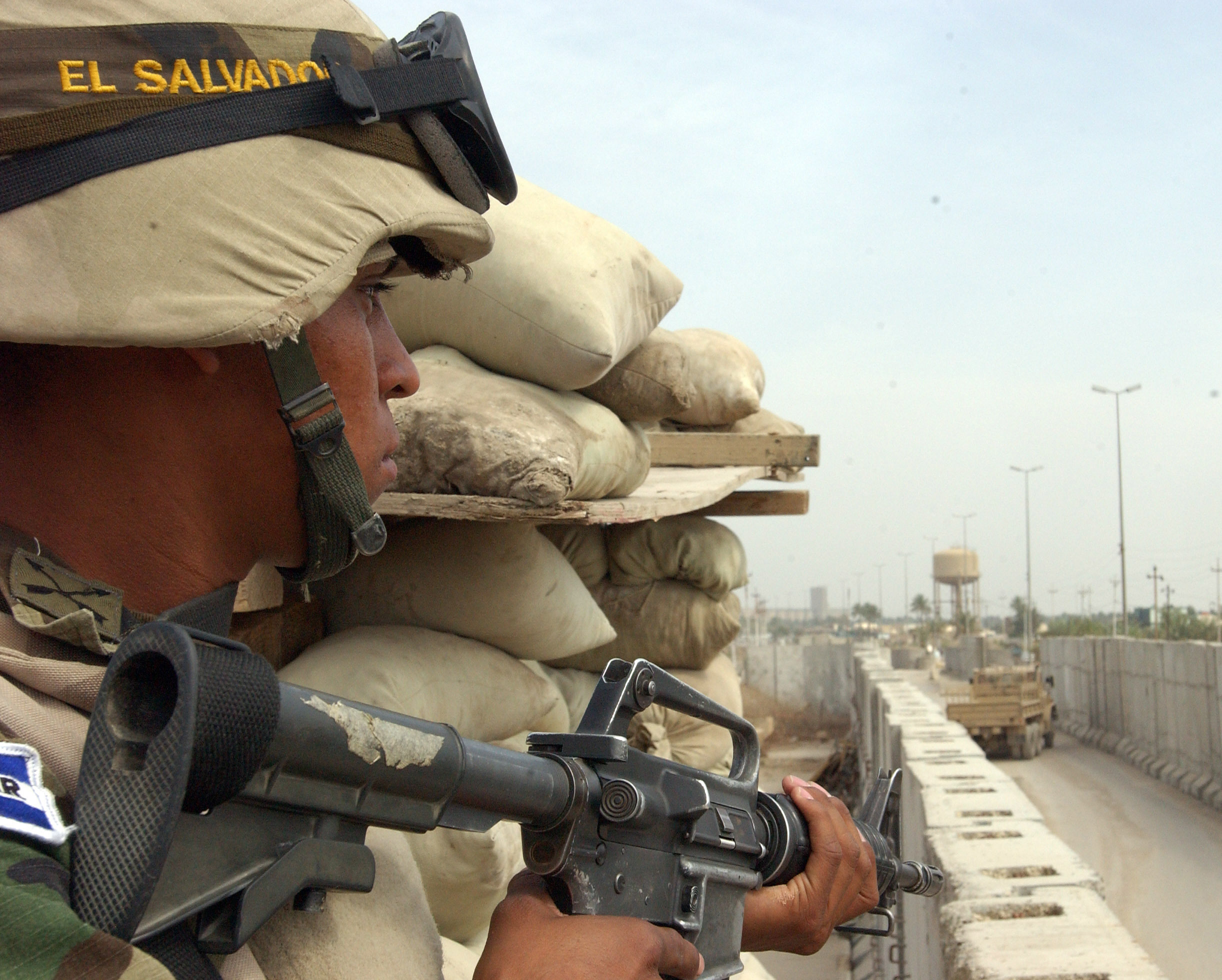
Un non identificato soldato delle forze speciali salvadoregne tiene d'occhio i confini di Camp Charlie ad Al Hillah, Iraq, 14 aprile 2005. Il soldato del 4º Battaglione Cuscatlan sta aiutando a sostenere l'Operazione Iraqi Freedom, che viene condotta principalmente dalle forze della coalizione a Hillah.

Fino a 380 soldati salvadoregni, per lo più paracadutisti, vennero schierati nell'ambito delle forze della coalizione in Iraq, tra l'agosto 2003 e il gennaio 2009. Essi operarono insieme all'élite Legione spagnola a Najaf. Mentre era in Iraq, il contingente salvadoregno ha subito 5 morti e 20 feriti.
Nel 2006 il governo di El Salvador ha contattato l'ambasciatore israeliano ad El Salvador in cerca di assistenza per modernizzare il suo esercito.

## Struttura organizzativa

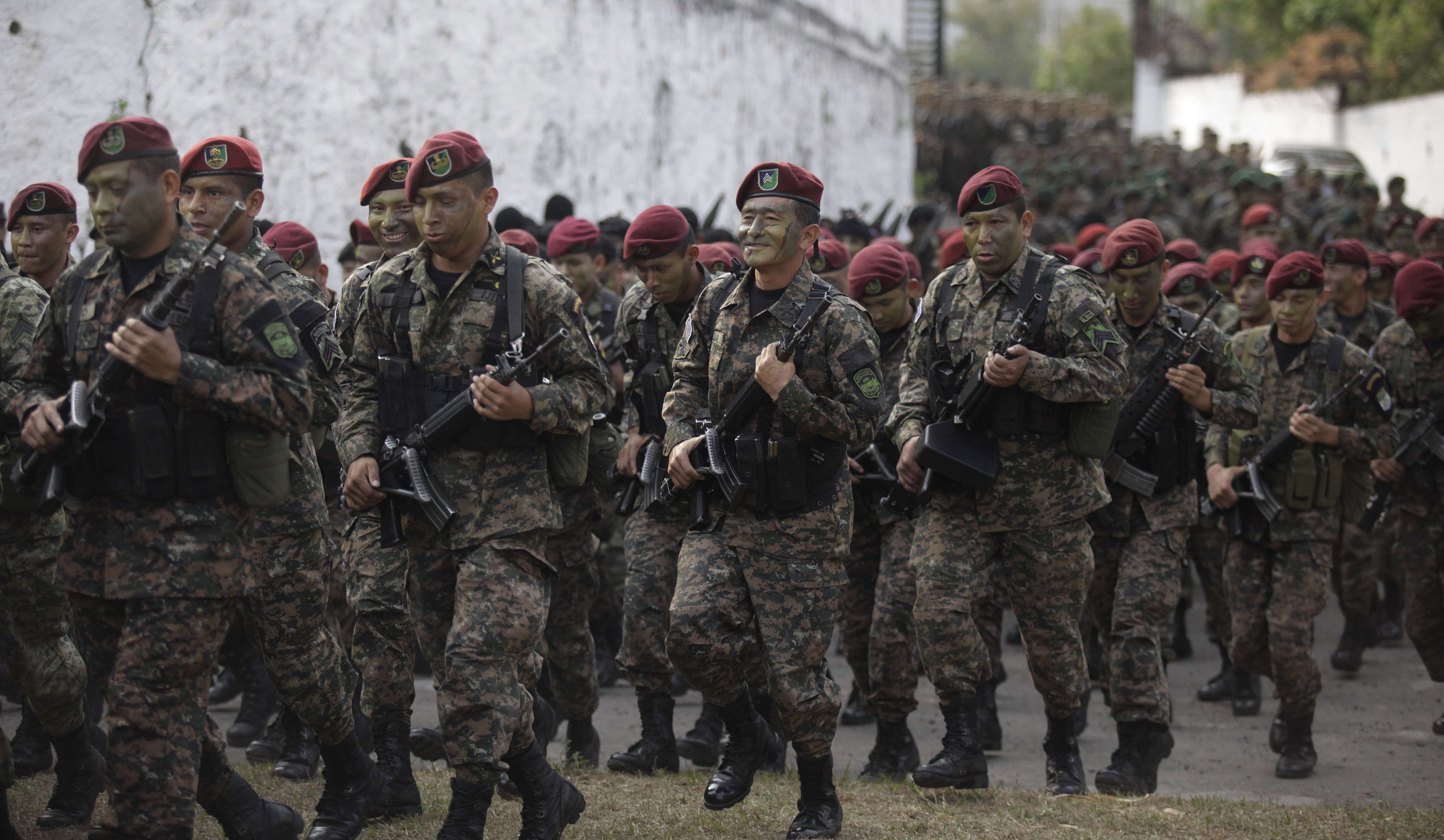
Forze speciali salvadoregne

El Salvador è diviso in 6 zone militari, ciascuna delle quali ha una propria brigata di fanteria:
- 1ª brigata (San Salvador)
- 2ª brigata (Santa Ana)
- 3ª brigata (San Miguel)
- 4ª brigata (Chalatenango)
- 5ª brigata (San Vicente)
- 6ª brigata (Usulután)

Inoltre, l'esercito ha le seguenti unità:
- 1 Brigata militare di sicurezza speciale consistente di 2 battaglioni di polizia militare e 2 battaglioni di sicurezza di frontiera,
- 8 distaccamenti di fanteria con 2 battaglioni,
- 1 Comando del Genio con 2 battaglioni,
- 1 brigata d'artiglieria con 2 battaglioni d'artiglieria e 2 battaglioni antiaerei,
- 1 reggimento di cavalleria meccanizzata con 2 battaglioni, ed il
- Comando Forze speciali con 1 Gruppo Operazioni speciali e 1 Comando Antiterrorismo.
- 1 battaglione di soldati donna nella brigata d'artiglieria.

## Equipaggiamento

### Armi di fanteria
| Nome              | Tipo                         | Quantità | Origin e    | Notes |
| ----------------- | ---------------------------- | -------- | ----------- | --- |
| 92SB              | Pistola                      |          | Italia      | |
| FN P35            | Pistola                      |          | Belgio      | |
| Uzi               | Fucile mitragliatore         |          | Israele     | Fucile mitragliatore Uzi, Mini-Uzi. |
| MP5               | Fucile mitragliatore         |          | Germania    | MP5SD3, MP5A3, MP5A2, MP5, MP5A1 |
| HK33              | Fucile d'assalto             |          | Germania    | Inclusa la variante HK53 |
| HK416             | Fucile d'assalto             |          | Germania    | |
| FN FNC            | Fucile d'assalto             |          | Belgio      | versioni usate: Standard" Modello 2000 e Short" Modello 7000, utilizzate dalla Polizia Militare e dal Battaglione Paracadutista salvadoregni |
| M4                | Fucile d'assalto             |          | Stati Uniti | Carabina M4, Colt M4A1 |
| T65               | Fucile d'assalto             |          | Taiwan      | |
| M16               | Fucile d'assalto             |          | Stati Uniti | XM16E1, M16A1, M16A2, M16A3, M16A4, M16A1 with A2 handguards. M16A2 (Modello 711, Modello 715 e Modello 720 (Fuoco esplosivo/fuoco singolo)). Mitragliatrice leggera (LMG) M16A2. Alcuni M16A1 hanno i deflettori d'ottone dell'M16A2, XM16E1.                         |
| IMI Galil         | Fucile d'assalto             |          | Israele     | Galil AR, Galil SAR, Galil SAR339, Micro Galil |
| Galil ACE         | Fucile d'assalto             |          | Colombia    | |
| M14               | Fucile da battaglia          |          | Stati Uniti | Usato come arma cerimoniale, ancora usato in servizio attivo nelle divisioni di fanteria dell'esercito salvadoregno, |
| Heckler & Koch G3 | Fucile da battaglia          |          | Germania    | G3A3, G3A4, G3KA4 |
| M24               | Fucile di precisione         |          | Stati Uniti | |
| M21               | Fucile di precisione         |          | Stati Uniti | Usato nelle Forze Speciali dell'esercito salvadoregno. |
| Barrett M82       | Fucile di precisione         |          | Stati Uniti | Usato nelle Forze Speciali dell'esercito salvadoregno. |
| Dragunov SVD      | Fucile di precisione         |          | Russia      | Usato nelle Forze Speciali dell'esercito salvadoregno. |
| M79               | Lanciagranate                |          | Stati Uniti | |
| M203              | Lanciagranate                |          | Stati Uniti | montato sugli M16 (tutte le sue varianti), M41, M4A1 e CAR-15 (tutte sue varianti). |
| Hawk MM-1         | Lanciagranate semiautomatico |          | Stati Uniti | |
| M60               | Mitragliatrice media         |          | Stati Uniti | M60, M60E2, M60D. |
| M2HB              | Mitragliatrice pesante       |          | Stati Uniti | |
| HK21              | Mitragliatrice media         |          | Germania    | |
| FN MAG            | Mitragliatrice media         |          | Belgio      | |
| M249              | Mitragliatrice leggera       |          | Stati Uniti | M249 SAW di Prima Generazione, M249 Paracadutista |
| FN Minimi         | Mitragliatrice leggera       |          | Belgio      | |
| CAR-15            | Carabina                     |          | Stati Uniti | XM177, GAU-5/A (Colt Modello 610), XM177E1 (Colt Modello 609), XM177E2 (Colt Modello 629), Colt Model 653 (Carabina M16A1), Colt Modello 653 (Carabina M16A1), Colt Modello 654 (Carabina M16A1), Colt Modello 727 (Carabina M16A2), Colt Modello 733 (M16A2 Commando) |

- RPG-7
- M67 – 379[1] |
- M72A2 LAW – 792[1]
- Strela 2[7]
- FIM-43 Redeye[7]

L'esercito/marina/marines/aeronautica salvadoregni usa lo stesso tipo di armi leggere. Inoltre utilizza mirini telescopici, Aimpoint T2 Micro, Ohuhu OH-RG-SC Reflex Sights (mirini panoramici), EOTech EXPS 3-0, Barska Holographic Reflex Red Dot Sight, Ozark Rihno Tactical Sights, mirini Trijicon MRO-C, mirini EOTech 512.A65, mirini Vortex Optics StrikeFire II, Burrist Fast BFire3, mirini Tasco Red Dot, mirini da caccia CVLIFE Optics 2.5x40 e mirini con mirino illuminato rosso e verde in ogni tipo di fucile d'assalto e fucile di ogni arma militare delle forze armate salvadoregne.

### Veicoli
Nota: Le fonti sono del 1988 ca, mentre alcuni equipaggiamenti di questi potrebbero non essere più in servizio.
| Veicoli Utility                    | |        |      |                            | |  |
| Modello                            | Tipo | Numero | Date | Produttore                 | Dettagli |  |
| AIL Storm                          | Veicolo Utility Leggero                                                                                   | 38     |      | AIL, Israele               | |  |
| 2011 Ford Ranger                   | Veicolo Utility Leggero                                                                                   | 37     | 2012 | Ford                       | https://web.archive.org/web/20150122120913/http://sansalvador.usembassy.gov/news/2012/07/27.html                                                          |  |
| Jeep CJ                            | Veicolo Utility Leggero                                                                                   |        |      | Jeep, USA                  | |  |
| M151 MUTT                          | Veicolo Utility Leggero                                                                                   |        |      | Vari, USA                  | |  |
| HMMWV                              | Veicolo Utility Leggero                                                                                   | 50     |      | AM General, USA            | https://web.archive.org/web/20150122134946/http://www.defensasur.com.ar/index.php/centro-america/el-salvador/4876-mas-dinero-para-el-ejercito-salvadoreno |  |
| Dodge M37                          | Veicolo Utility Leggero                                                                                   |        |      | Dodge, USA                 | Perlopiù convertito a Cashuat. |  |
| M35                                | Camion cargo medio                                                                                        | 45     |      | Vari, USA                  | |  |
| M809                               | Camion cargo pesante                                                                                      |        |      | AM General, USA            | |  |
| MAN 630                            | Camion cargo pesante                                                                                      |        |      | MAN SE, Germania           | |  |
| Veicoli Corazzati da Combattimento | |        |      |                            | |  |
| Modello                            | Tipo | Numero | Date | Produttore                 | Dettagli |  |
| AML 90                             | Autoblindo                                                                                                | 6      |      | Panhard, Francia           | https://web.archive.org/web/20150122134946/http://www.defensasur.com.ar/index.php/centro-america/el-salvador/4876-mas-dinero-para-el-ejercito-salvadoreno |  |
| UR-416                             | APC su ruote                                                                                              | 4      |      | Thyssen-Henschel, Germania | |  |
| M3 Scout Car                       | APC su ruote                                                                                              | 5      |      | White Motor Company, USA   | |  |
| Cashuat                            | Wheeled APC                                                                                               | 41     |      | El Salvador/USA            | Basato su un Dodge M37. Kit armatura e torrette acquistati dagli Stati Uniti e applicati in El Salvador                                                   |  |
| VCTA2                              | Cacciacarri, creato dalle forze armate salvadoregne                                                       | 38     |      | El Salvador                | |  |
| BC7A1                              | Veicolo trasporto truppe, utilizzato anche come veicolo antiaereo, creato dalle forze armate salvadoregne | 4      |      | El Salvador                | Armato con 2 cannoni doppi HS 404 20mm. |  |
| M113                               | APC cingolato                                                                                             | 20     |      | FMC, USA                   | |  |
| M3A1                               | Half-track                                                                                                | 5      |      | Various, USA               | |  |

### Artiglieria

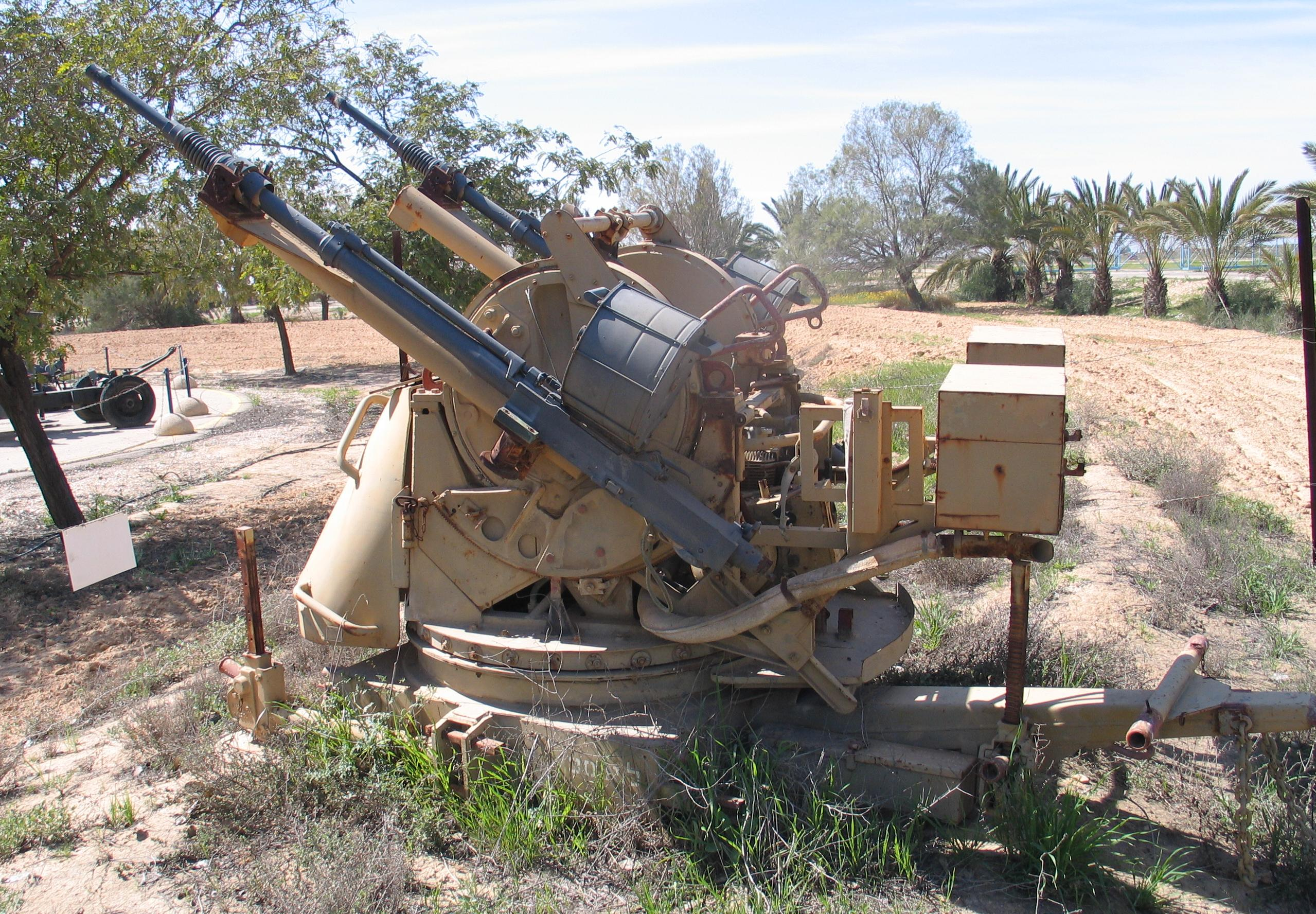
Esempio di antiaerea montata TCM-20 al Museo dell'Aviazione Israeliana.

| Mortai                |       |        |      |            |                                                                  |
| Modello               | Tipo  | Numero | Date | Produttore | Dettagli                                                         |
| M19                   | 60mm  | 306    |      | USA        |                                                                  |
| M29                   | 81mm  | 151    |      | USA        |                                                                  |
| M74                   | 120mm |        |      | Jugoslavia | Tenuto in deposito.                                              |
| UB M-52               | 120mm |        |      | Jugoslavia | Tenuto in deposito.                                              |
| Field Artillery       |       |        |      |            |                                                                  |
| Modello               | Tipo  | Numero | Date | Produttore | Dettagli                                                         |
| M101                  | 105mm | 8      |      | USA        |                                                                  |
| M102                  | 105mm | 24     |      | USA        |                                                                  |
| M56                   | 105mm | 18     |      | Jugoslavia | Copia dell'M101 prodotta in Jugoslavia                           |
| 105/14 Model 56       | 105mm | 14     |      | Italia     | Obice da soma                                                    |
| M114                  | 155mm | 6      |      | USA        |                                                                  |
| Artiglieria antiaerea |       |        |      |            |                                                                  |
| Modello               | Tipo  | Numero | Date | Produttore | Dettagli                                                         |
| M-55                  | 20mm  | 31     |      | Jugoslavia | Copia dell'Hispano-Suiza HS.804.                                 |
| M-55 (Self-propelled) | 20mm  | 4      |      | Jugoslavia | M-55 montato su camion o half-truck.                             |
| TCM-20                | 20mm  | 4      |      | Israele    | Hispano-Suiza HS.404 gemelli su piedistallo montato rimorchiato. |